# Колесников, Анатолий Аркадьевич
Анатолий Аркадьевич Колесников (1935—2020) — советский и российский учёный, педагог и организатор науки в области теории систем управления, нелинейной динамики, нелинейного системного синтеза и синергетики, доктор технических наук (1980), профессор (1982), соросовский профессор в области точных наук. Заслуженный деятель науки Российской Федерации (1993).

## Биография
Родился 6 августа 1935 года в селе Карпо-Обрывск, Тацинского района Ростовской области.
С 1953 по 1958 год обучался в Московском технологическом институте. С 1958 по 1964 год работал на Богураевской центральной обогатительной фабрики Министерства угольной промышленности СССР в должностях: мастера, старшего технолога, начальника конструкторского бюро, главного энергетика, главного технолога и главного инженера. Без отрыва от производства, с 1958 по 1963 год обучался на заочном отделении Таганрогского радиотехнического института. С 1964 по 1967 год обучался в аспирантуре при Ленинградском электротехническом институте.
С 1967 года на педагогической работе в Таганрогском радиотехническом институте: ассистент, доцент и профессор. С 1982 по 2002 год — заведующий кафедрой систем автоматического управления. С 2002 по 2014 год — заведующий кафедрой синергетики и процессов управления Южного федерального университета, с 2014 года профессор этой кафедры.
В 1970 году А. А. Колесников защитил диссертацию на соискание учёной степени кандидата технических наук, в 1980 году — доктора технических наук по теме: «Теория и методы оптимального управления». В 1982 году решением ВАК А. А. Колесникову было присвоено учёное звание — профессор.
Основная научная деятельность Колесникова была связана с вопросами в области теории и методов синтеза оптимальных и многокритериальных динамических систем,
а так же кибернетики и теории управления. Колесников являлся руководителем научной школы в области системной физики и нелинейного системного синтеза. С 1978 по 1980 год Колесников был научным руководителем в области автоматизированных систем управления технологическими процессами ядерных реакторов на предприятии «Атоммаш». С 1995 по 2005 год входил в состав международного проекта «Электрический корабль», являясь научным руководителем направления этого проекта — «Новые синергетические стратегии управления сложными энергосистемами». Колесников выступал с лекциями в университетах таких стран как: Греция, Польша, США и Вьетнам, являлся так же постоянным докладчиком на всевозможных зарубежных конференциях.
Помимо основной деятельности Колесников являлся академиком Академии навигации и управления движением, Международной академии энергоинформационных наук, Академии электротехнических наук и РАЕН. Состоял членом: Экспертного совета Ассоциации технических университетов России, Специализированного диссертационного совета ВАК, являлся членом редакционного совета журнала «Авиакосмическое приборостроение». Колесников являлся автором более трёхсот научных трудов, в том числе восемнадцати монографий, удостоен свыше сорока международных и российских грантов в сфере фундаментальных исследований, под его руководством было подготовлено более сорока кандидатов и докторов наук.
23 апреля 1993 года Указом Президента России «За заслуги в научной деятельности» Анатолий Аркадьевич Колесников был удостоен почётного звания — Заслуженный деятель науки Российской Федерации
Скончался 24 октября 2020 года в Ростове-на-Дону.

## Основная библиография
- Синтез и упрощение алгоритмов квазиоптимального по быстродействию управления позиционными следящими системами электропривода / Ленинград, 1969 г. — 197 с.
- Синтез оптимальных нелинейных систем управления на ЭЦВМ / А. А. Колесников, В. Н. Горелов, Г. А. Штейников ; Таганрог. радиотехн. ин-т им. В. Д. Калмыкова. — Таганрог : ТРТИ, 1975 г. — 177 с.
- Введение в теорию систем / Под ред. А. П. Родимова ; Воен. акад. связи им. С. М. Буденного. — Ленинград : Вып. 32 / А. А. Колесников, Л. Н. Щелованов. — 1976. — 52 с.
- Синтез оптимальных устройств управления нелинейными системами / Таганрог : [б. и.], 1978 г. — 81 с.
- Принципы построения и алгоритмический синтез комплексно-оптимальных систем управления нелинейными объектами / Таганрог, 1979 г. — 422 с.
- Оптимизация автоматических систем управления по быстродействию / А. С. Клюев, А. А. Колесников. — М. : Энергоиздат, 1982 г. — 239 с.
- Синтез алгоритмов сложных систем : Междувед. науч.-техн. сб. / Таганрог. радиотехн. ин-т им. В. Д. Калмыкова. — Таганрог : ТРТИ. Вып. 5 / [Редкол.: А. А. Колесников (отв. ред.) и др.]. — Таганрог : ТРТИ, 1984 г. — 125 с.
- Синтез алгоритмов сложных систем : Междувед. науч.-техн. сб. / Таганрог. радиотехн. ин-т им. В. Д. Калмыкова. — Таганрог : ТРТИ, Вып. 6. — Таганрог : ТРТИ, 1986 г. — 163 с.
- Последовательная оптимизация нелинейных агрегированных систем управления / А. А. Колесников. — М. : Энергоатомиздат, 1987 г. — 158 с.
- Синтез оптимальных систем управления при наличии воздействий : Учеб. пособие / А. А. Колесников, А. Р. Гайдук, В. В. Бирко; Таганрог. радиотехн. ин-т им. В. Д. Калмыкова. — Таганрог : ТРТИ, 1988 г. — 49 с.
- Синтез алгоритмов сложных систем : Междувед. науч.-техн. сб. / Таганрог. радиотехн. ин-т им. В. Д. Калмыкова. — Таганрог : ТРТИ, Вып. 7. — Таганрог : ТРТИ, 1989 г. — 162 с.
- Проектирование многокритериальных систем управления промышленными объектами / А. А. Колесников, А. Г. Гельфгат. — М. : Энергоатомиздат, 1993 г. — 303 с. — ISBN 5-283-01570-X
- Основы синергетики управляемых систем : учебное пособие / А. А. Колесников ; М-во образования Российской Федерации, Таганрогский гос. радиотехнический ун-т. — Таганрог : Таганрогский гос. радиотехнический ун-т, 2001 г. — 122 с.
- Синергетические методы управления сложными системами: теория систем. синтеза / А. А. Колесников. — Москва : URSS : КомКнига, 2005 г. — 237 с. — ISBN 5-484-00198-6
- Гравитация и самоорганизация / А. А. Колесников. — Москва : URSS, 2006 г. — 107 с. — ISBN 5-484-00614-7
- Новые технологии проектирования современных систем управления процессами генерирования электроэнергии / А. А. Колесников, Г. Е. Веселов, А. А. Кузьменко. — Москва : Изд. дом МЭИ, 2011 г. — 278 с. — ISBN 978-5-383-00582-8
- Синергетические методы управления сложными системами: теория системного синтеза / А. А. Колесников. — Изд. 2-е. — Москва : Либроком, 2012 г. — 237 с. — ISBN 978-5-397-03010-6
- Синергетические методы управления сложными системами : энергетические системы / А. А. Колесников [и др.]; под общей ред. А. А. Колесникова. — Изд. 2-е. — Москва : Либроком, 2012 г. — 247 с. — ISBN 978-5-397-03707-5
- Новые нелинейные методы управления полетом / А. А. Колесников. — Москва : Физматлит, 2013 г. — 193 с. — ISBN 978-5-9221-1490-5
- Синергетическая теория управления: (Инварианты, оптимизация, синтез) / А. А. Колесников. — Таганрог : Гос. радиотехн. ун-т ; М. : Энергоатомиздат, 1994. — 343 с. — ISBN 5-230-24678-2[7]
- Современная прикладная теория управления: Оптимизационный подход /А.А. Красовский, А.А. Колесников, В.Н. Буков и др. Том 1. Москва, Таганрог, 2000[8].
- Современная прикладная теория управления: Синергетический подход в теории управления / А.А. Колесников, Г.Е. Веселов, О.Т. Вавилов, Н.В. Балалаев. Том 2.  Москва, Таганрог, 2000.[9].
- Современная прикладная теория управления: Новые классы регуляторов технических систем / А.А. Колесников и др. Том 3.  Москва, Таганрог, 2000.[10].

## Награды
- Орден Дружбы (2002 — «За достигнутые трудовые успехи и многолетнюю добросовестную работу»[11])
- Заслуженный деятель науки Российской Федерации (1993[4])
- Почётный работник высшего профессионального образования Российской Федерации (2006[1])